# Kursächsische Distanzsäule Oberwiesenthal

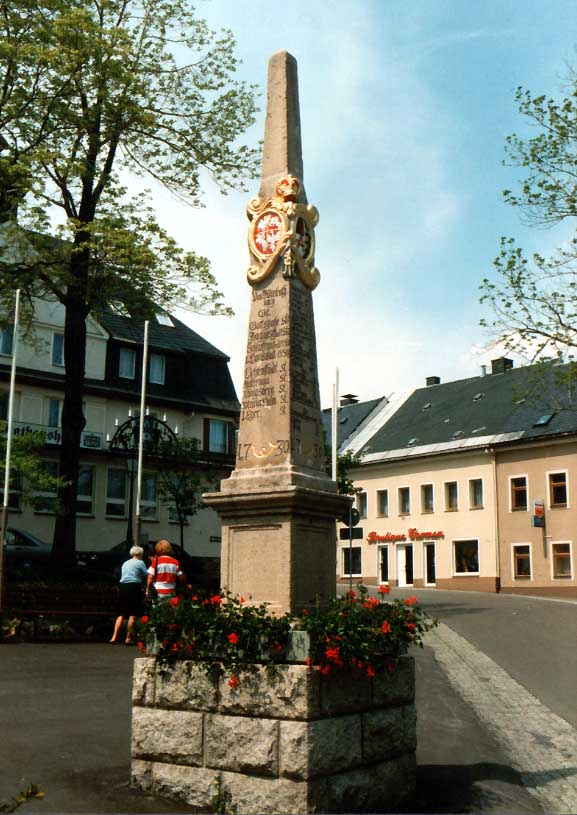
Kursächsische Distanzsäule Oberwiesenthal (Zustand 1995)

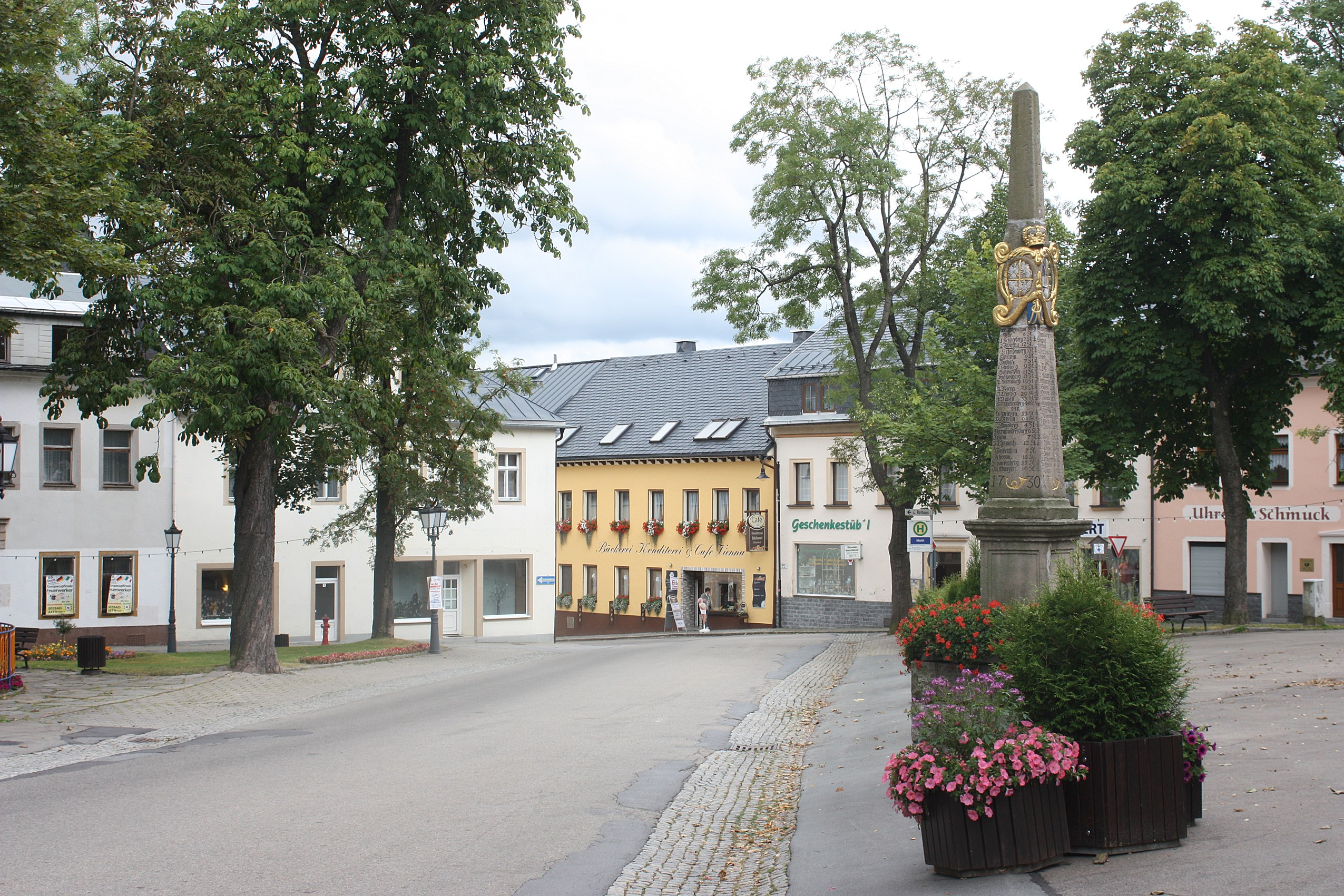
Blick in die Gegenrichtung (2009)

Die denkmalgeschützte kursächsische Distanzsäule Oberwiesenthal gehört zu den Postmeilensäulen, die im Auftrag des Kurfürsten Friedrich August I. von Sachsen, bekannt als August der Starke, durch den Land- und Grenzkommissar Adam Friedrich Zürner in der ersten Hälfte des 18. Jahrhunderts im Kurfürstentum Sachsen errichtet worden sind. Sie steht auf dem Marktplatz des Kurortes Oberwiesenthal im Erzgebirgskreis des Freistaates Sachsen.

## Geschichte
Es handelt sich um eine Originalsäule aus dem Jahre 1730, die an der Passstraße nach Gottesgab stand. Nachdem ursprünglich an jedem Stadtein- und -ausgang von Oberwiesenthal eine kursächsische Distanzsäule errichtet werden sollte, wurde in zähen Verhandlungen mit dem Land- und Grenzkommissar Adam Friedrich Zürner (1679–1742) seitens des Rates der Stadt Oberwiesenthal erreicht, dass nur eine wappengeschmückte Säule mit vier Inschriftenflächen auf dem Marktplatz errichtet werden musste. Als Baumaterial diente der in der Umgebung anstehende Granit.
Die Distanzsäule wurde mehrfach restauriert, wobei ihr originales Aussehen immer mehr verlorenging. So wurde zum Beispiel im Jahre 1898 auf Anregung des Erzgebirgs-Zweigvereins Oberwiesenthal der Anstrich der Säule erneuert. In diesem Zusammenhang wurde auch das Postament der Distanzsäule mit einem Sinnspruch des Philander von Sittewald versehen:
Wer wandern will, der schweig fein still,

Geh stehten Schritt, nehm nicht viel mit,

Tret an am frühen Morgen und lasse heim die Sorgen.
Durch fachkundige Anleitung von Mitgliedern der Forschungsgruppe „Kursächsische Postmeilensäulen“ im Kulturbund der DDR nahm im Jahre 1977 der in Rochlitz tätige Steinmetzmeister Hoffmann eine Komplettrestaurierung der Postsäule vor und bemühte sich, diese und die Inschriften wieder in den ursprünglichen Zustand von 1730 zu bringen. Der Sinnspruch von 1898 am Postament der Säule wurde wieder entfernt.

## Aufbau
Die Distanzsäule ist etwa 4,50 Meter hoch und besteht aus sieben Teilen. Sockel, Postament und Postamentbekrönung bilden den Unterbau. Der Oberbau setzt sich aus Zwischenplatte, Schaft, Wappenstück und Aufsatz zusammen. Der Sockel aus Granitsteinen ist nicht der originale Sockel. Dies zeigt ein Vergleich mit den im Original erhaltenen Postmeilensäulen, zum Beispiel in Zwönitz.